# Cérvols mesquers
Els cérvols mesquers (Moschidae) són una família de mamífers remugants que només conté un gènere vivent, Moschus. Tanmateix, en el passat tingué més d'una dotzena d'espècies diferents que es van anar extingint. Els cérvols mesquers d'avui en dia viuen exclusivament a Àsia, tot i que les espècies extintes també habitaven Europa i Nord-amèrica.